# 李緯 (正德戊辰進士)
李緯（1473年—？年），字汝静，直隶保定府唐縣人，明朝政治人物。

## 生平
治《書經》，行四，由國子生中式弘治十四年（1501年）辛酉科顺天府鄉試第三十九名舉人，年三十六歲中式正德三年（1508年）戊辰科會試第一百四十四名，第三甲第五十三名進士。本年十月授福建道御史，居官不满岁，上谏疏几达百次，正德五年（1510年）三月因违逆刘瑾，以历练未纯，降调为扬州府推官。死后以疏稿殉葬。

## 家族
曾祖李得，贈兵科给事中。祖父李運，山西按察司副使。父李文彬，贡士。母陳氏。慈侍下，兄李维、李綬、李绘。